# Stecker-Typ D

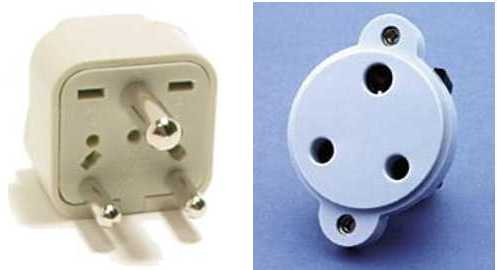
Stecker-Typ D und Sockel / Steckdose

Der Stecker-Typ D ist ein elektrischer Steckverbinder, der früher in Großbritannien üblich war und noch heute in Indien und Südafrika gebraucht wird. In Libyen ist er der einzige gebräuchliche Steckertyp, in zahlreichen weiteren Ländern ist er parallel zu anderen Steckern anzutreffen, wird dort jedoch – wie in Großbritannien schon geschehen – durch den Stecker-Typ G (BS 1363) abgelöst. Der Stecker-Typ D ist in Indien unter der Bezeichnung IA6A3 normiert.
Der Stecker-Typ D wird in untereinander nicht kompatiblen Größen für 2 oder 5 Ampere gebaut, der 5-A-Stecker ist der gebräuchlichste. Dieser Stecker wird in der britischen BS 546 „5-A 3-pin“ genannt.
Eine 5-A-Variante mit zwei Kontakten wird in GB oft für Elektrorasierer verwendet, jedoch meist nur mit 1 A abgesichert. Hier passt auch ein Eurostecker.

## Aufbau
Außenleiter, Neutralleiter und Schutzleiter sind als Kontaktstifte des Steckers ausgeführt (siehe Bild).
Auf Grund der oberflächlich durchgehend leitfähigen Kontaktstifte ist dieses Steckersystem nicht berührungssicher.
Die Kontaktstifte weisen folgende Abmessungen auf (5 Ampere, dreipolig):
- Außen- und Neutralleiter
  - Durchmesser 5,08 mm (0,2 Zoll)
  - Länge 14,8 mm
  - Abstand 18,94 mm (¾ Zoll)
- Schutzleiter
  - Durchmesser 7,06 mm
  - Länge 20,6 mm (voreilender Kontakt)

## BS 546

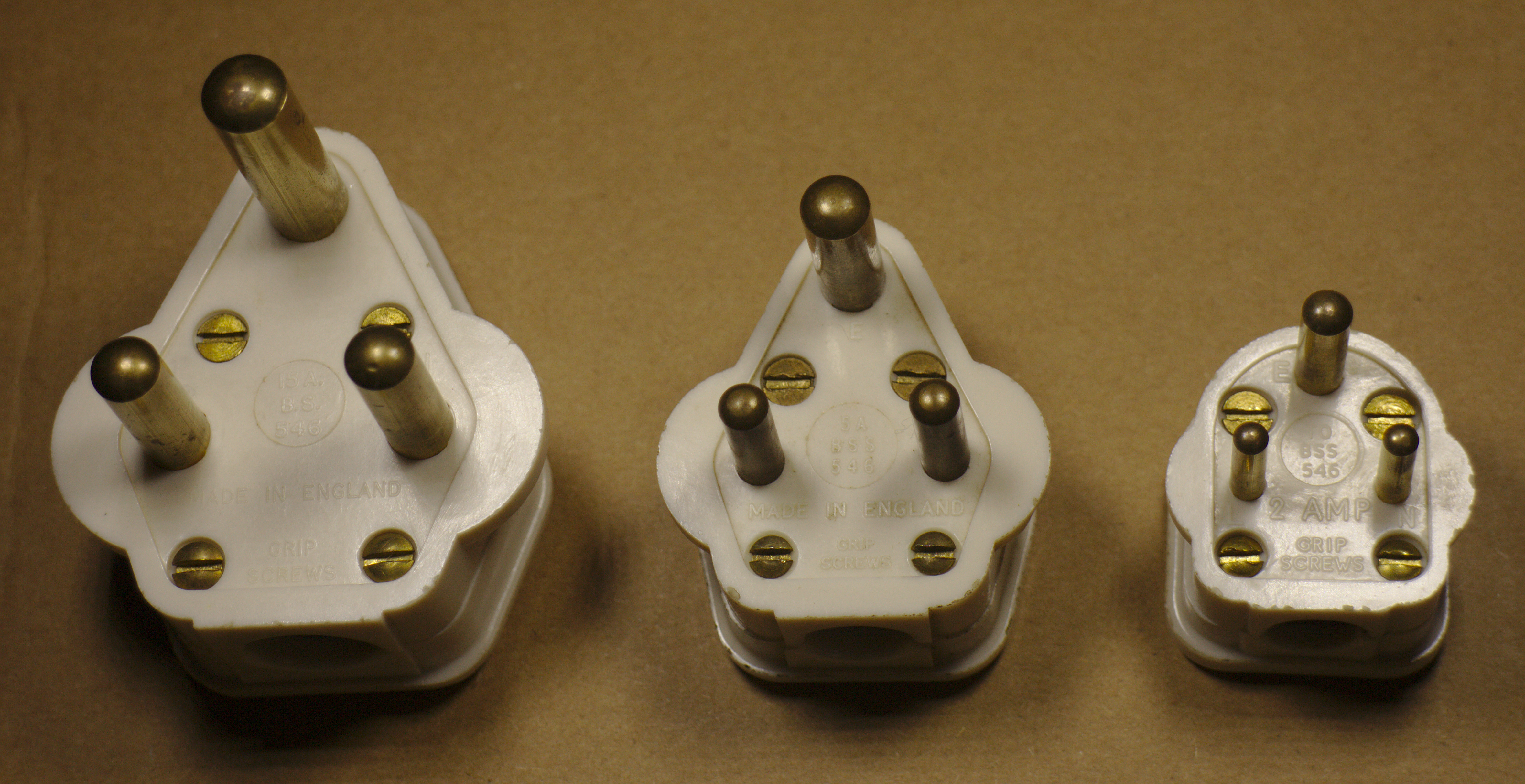
Stecker der Norm BS 546 für 15, 5 und 2 A. Die 15-A-Variante wird als Stecker-Typ M bezeichnet, die 5- und 2-A-Variante als Typ D.

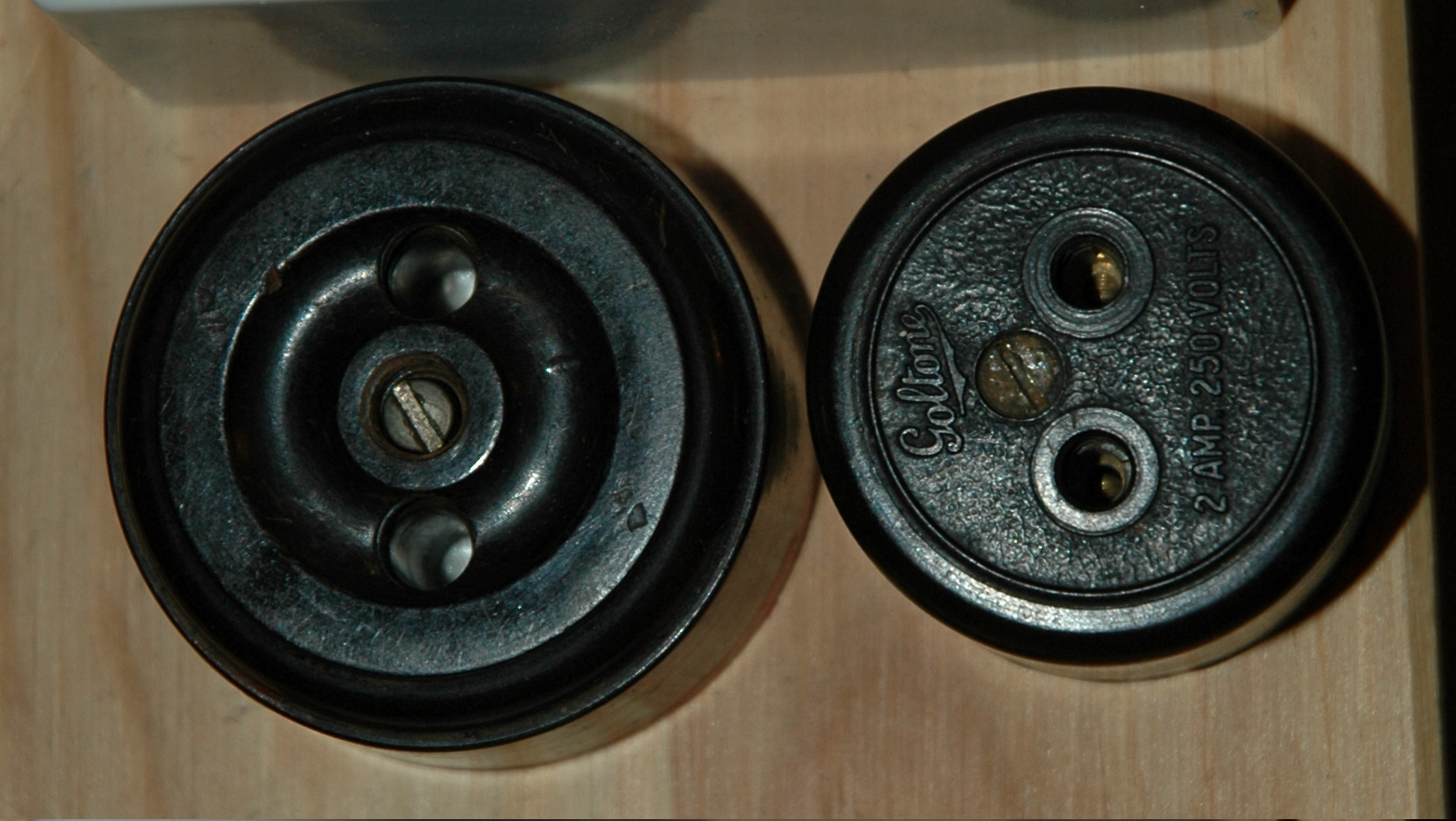
Steckdosen der Norm BS 546 für 5 und 2 A (jew. zweipolig)

Eine der ältesten noch verwendeten Normen ist die englische Norm BS 546, die erstmals 1950 gültig wurde. Sie hat neben dem dreipoligen Typ D den Stecker auch zweipolig ausgeführt. Diese wurden in Versionen für 2, 5 und 15 A hergestellt.
Für jeden Typ wurde eine andere Rundstiftstärke und ein anderer Abstand der Stifte gewählt, so dass die Stecker der verschiedenen Versionen untereinander nicht passen, wie in nebenstehender Abbildung dargestellt:
- so hat die 5-Ampere-Version 19 mm Stiftabstand und 5,1 mm Stiftstärke (s. o. Aufbau)
- die 15-Ampere-Version des zweipoligen BS 546 hat dagegen 25,4 mm (1 inch) Stiftabstand und 6,9 mm Stiftstärke.[2]

Weiterhin geht aus der BS 546 noch ein (dreipoliger) Stecker für 15 A hervor, der als Typ M bekannt ist.

## Verwechslungsgefahr
Aufgrund der ähnlichen Geometrie können in 5-Ampere-Steckdosen des Typs D u. U. auch Stecker der Typen E oder F (Schuko) eingesteckt werden. In beiden Fällen würden zwar Außen- und Neutralleiter kontaktieren, nicht aber der Schutzleiter, wodurch Lebensgefahr entstehen könnte.
Für ältere Geräte und besonders auch für den Rasiererstecker BS 4573 (s. u.) sind im Vereinigten Königreich Adapter weit verbreitet und vielerorts erhältlich. Auch diese Adapter dürfen aus o. g. Grund nicht für Stecker der Typen E oder F verwendet werden.

## BS 4573 (UK shaver)

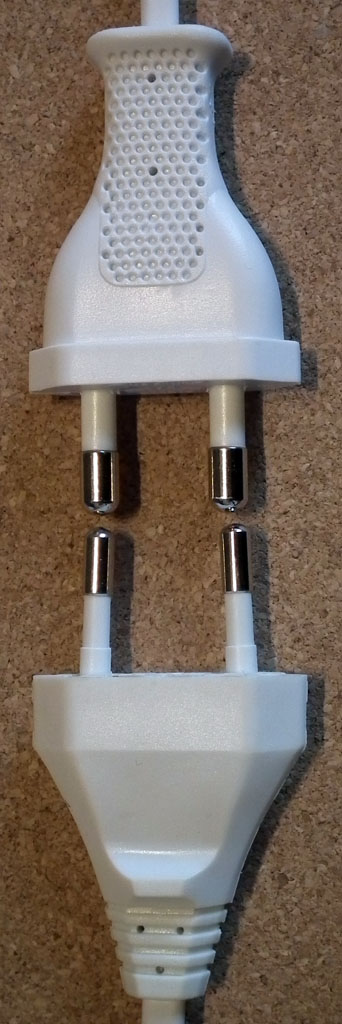
BS-4573-Stecker (oben) und Eurostecker gegenübergestellt.
BS-4573: 5,1 mm-Stifte, Abstand 16,66 mm
Eurostecker: 4,0 mm-Stifte, Abstand 19,00 mm (leicht zusammenlaufend)

Ein zweipoliger Stecker, der dem Eurostecker sehr ähnlich sieht, ist durch BS 4573 genormt und im Vereinigten Königreich für Rasierapparate und Ladegeräte elektrischer Zahnbürsten üblich. Seine Abmessungen entsprechen der alten Norm BS 372:1930 part 1, die unterschiedlich große zweipolige Stecker definierte.
Sie ähneln denen der 5-A-Variante des Typs D der älteren BS 546, jedoch mit geringerem Stiftabstand von 16,66 mm.

## Verbreitung
Der Stecker-Typ D ist in folgenden Ländern anzutreffen (siehe auch Länderübersicht Steckertypen, Netzspannungen und -frequenzen):

Äthiopien, Afghanistan, Bangladesch, Bhutan, Botswana, Demokratische Republik Kongo, Dominica, El Salvador, Französisch-Guyana, Ghana, Grenada, Großbritannien, Guadeloupe, Guyana, Hongkong, Indien, Irak, Israel, Jemen, Jordanien, Libanon, Libyen, Macau, Madagaskar, Malediven, Martinique, Monaco, Myanmar, Namibia, Nepal, Niger, Nigeria, Oman, Pakistan, Katar, Sambia, Senegal, Sierra Leone, Simbabwe, Sri Lanka, St. Kitts und Nevis, Sudan, Südafrika, Tansania, Tschad und Vereinigte Arabische Emirate.
Rasiersteckdosen (BS 4573 (UK shaver)) sind auch in weiteren Ländern üblich, vor allem in Hotels.